# Adolfo Tommasi
Adolfo Tommasi, né le 25 janvier 1851 à Livourne et mort le 4 octobre 1933 à Florence, est un peintre italien.

## Biographie
Adolfo Tommasi, né le 25 janvier 1851 à Livourne, est un élève de Károly Mark (en). Il fait ses débuts à Florence en 1877, où il expose, ainsi qu'à Turin, Venise, Vienne et à Paris. Il reçoit une médaille de bronze à l'Exposition universelle de Paris de 1889.
Après des tentatives infructueuses d'impressionnisme et de plénarisme français, il revient à la tradition toscane.
Il est le cousin d'Angiolo Tommasi (en).
Adolfo Tommasi meurt le 4 octobre 1933 à Florence.